# غلوتوفكا (ولجانوفسك)
غلوتوفكا (بالروسية: Глотовка) هي مدينة في مقاطعة أوليانوفسك أوبلاست في روسيا.